# Туя (Лимбажский край)
Ту́я (латыш. Tūja) — село в Латвии, в составе Лиепупской волости Лимбажского края. Расположено на побережье Рижского залива в устье реки Закьупе. Туя находится в 10 км от волостного центра Мусткалны, в 33 км от краевого центра Салацгрива и в 75 км от Риги.
Пляж Туи является популярным местом отдыха. В селе находятся аптека, магазин, гостевой дом и кемпинг.

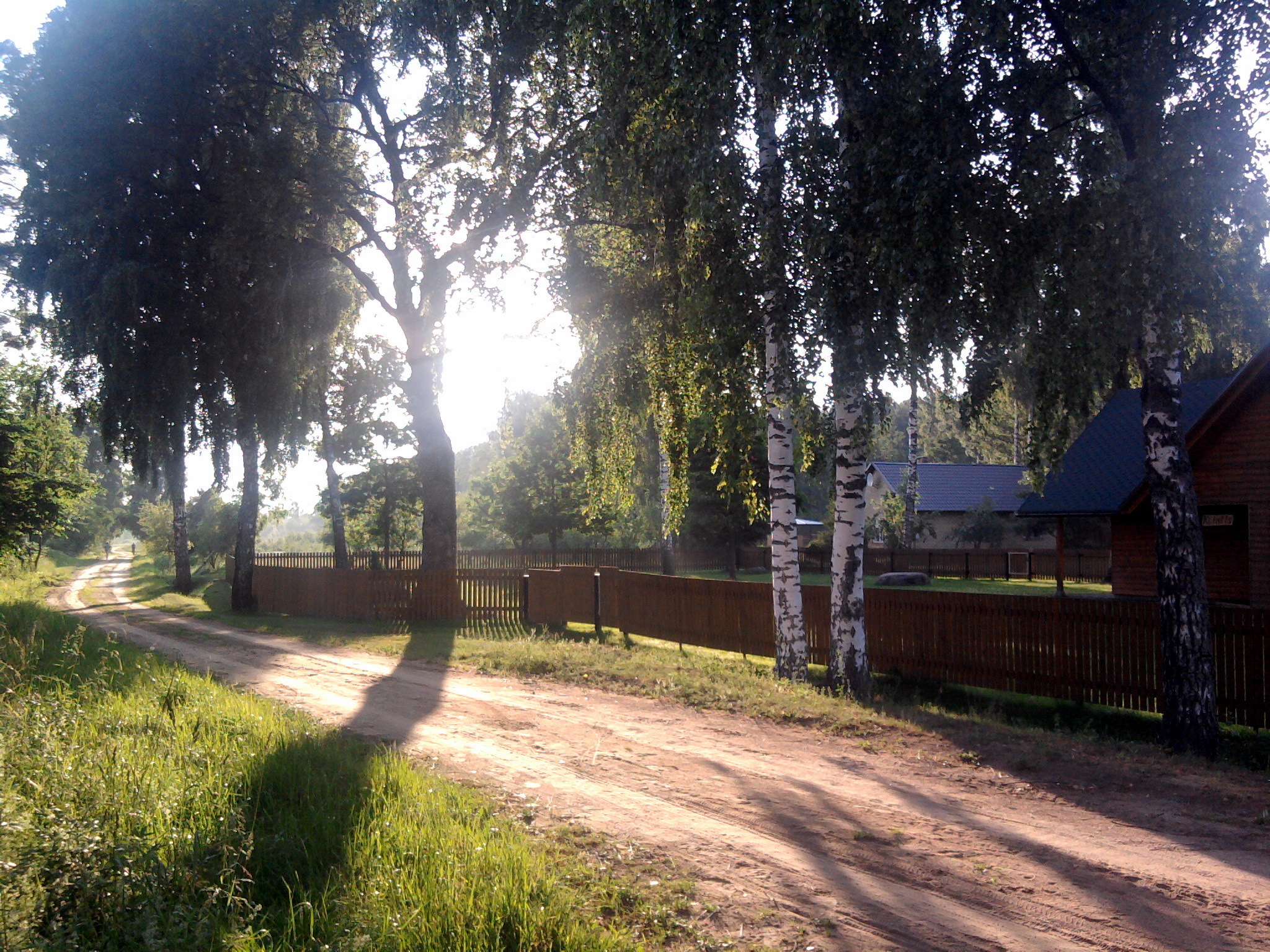
Старая туйская дорога

## История
С древнейших времен на территории нынешней Лиепупской волости проживали племена ливов, но после прихода в XIII—XIV веках крестоносцев владение землей перешло к немецким помещикам. В 1564 году поместьем в Туе владел Хайнрих Уленброк, в 1624 году оно принадлежало Юргену Адеркасу, а в 1646 году — Хансу Энгедесу. В 70-х годов XVII века поместье перешло во владение рода фон Дунтенов, дом которых в перестроенном виде сохранился до наших дней.
В 1930-х годах в Туе был обустроен причал для экспорта сельхозпродукции (преимущественно в Ригу), а в 1936 году была построена печь для обжига кирпича. Официальный статус села Туя получила 9 октября 1945 года, после постройки на этой территории цеха Цесисского завода стройматериалов, который производил дренажные трубы и кирпичи из местной глины (ныне закрыт).